# Шампињол (Ер)
Шампињол (фр. Champignolles) насеље је и општина у северној Француској у региону Горња Нормандија, у департману Ер која припада префектури Евре.
По подацима из 2011. године у општини је живело 41 становника, а густина насељености је износила 15,65 становника/km². Општина се простире на површини од 2,62 km². Налази се на средњој надморској висини од 159 метара (максималној 183 m, а минималној 127 m).

## Демографија
| 1962. | 1968. | 1975. | 1982. | 1990. | 1999. | 2011. |
| ----- | ----- | ----- | ----- | ----- | ----- | ----- |
| 8     | 17    | 19    | 20    | 27    | 28    | 41    |

График промене броја становника у току последњих година